# St.-Prokop-Basilika
Die romanisch-gotische St.-Prokop-Basilika in Třebíč ist der einzig erhaltene Bau des im 12. Jahrhundert gegründeten Klosters Mariä Himmelfahrt. Die Basilika wurde im Jahr 2003 zusammen mit dem jüdischen Viertel und dem jüdischen Friedhof in die UNESCO-Liste des Weltkultur- und Naturerbes der Menschheit eingetragen.

## Geschichte
Die Geschichte der Basilika ist eng mit dem Kloster der Benediktiner verbunden. Diese Klostergründung erfolgte durch die mährischen Přemysliden-Herzöge Oldřich von Brünn und Lutold von Znaim zwischen 1101 und 1104 auf dem Felsvorsprung oberhalb des Flusses Jihlava. 1109 erhielt dieses Kloster seine eigene Kirche, die von Bischof Johannes II. geweiht und dem Patrozinium der Himmelfahrt Mariens unterstellt wurde. In der Krypta dieser Kirche wurden die beiden Klostergründer beigesetzt, Lutold von Znaim im Jahr 1112 und Oldřich von Brünn 1115. Da das Kloster reicher und bedeutender wurde, begann um 1240 der Umbau zu einer festungsartigen Klosterburg, der gegen 1260 abgeschlossen war. Dabei wurde der bestehende Sakralbau durch eine langgestreckte dreischiffige Basilika mit Rosettenfenstern und mit einem in der gewölbten Vorhalle verborgenen Säulenportal abgelöst.
Ab 1298 unterstanden dem Kloster die Propsteien Briesau und Wollein. Die Briesauer Propstei erlosch 1427 während der Hussitenkriege, die Propstei Wollein bestand bis 1466. Das Benediktinerkloster selbst mit seiner Kirche, die mit ihrer Länge von 100 m zu den größten in Europa gehörte, wurde in den Hussitenkriegen 1430–35 zum Großteil zerstört. Als im Mai 1468 auch noch ungarische Truppen von König Matthias Corvinus über die Basilika herfielen, war ihr Niedergang besiegelt. Die Benediktiner verarmten und verließen das Kloster, sodass mit einer Renovierung der Gebäude erst Ende des 16. Jahrhunderts begonnen werden konnte.
1582 brachte Katharina von Waldstein († 1638) durch die Ehe mit Karl von Zierotin, dem Anführer der mährischen Stände, Třebič als Fideikommissherrschaft in den Familienbesitz der Waldsteins ein.  Eine weitere Katastrophe stellte der Dreißigjährige Krieg dar. Die Kirche wurde nun zu weltlichen Zwecken, u. a. als Lagerhaus und als Brauerei genutzt.
1704 ließ Johann Karl von Waldstein den östlichen Teil der ehemaligen Kirche, den Chor und das Presbyterium durch eine Mauer vom Rest des Gebäudes abtrennen und eine Schlosskapelle errichten, die dem hl. Prokop geweiht wurde. Doch erst als Johann Josef von Waldstein das ehemalige Kirchengebäude zwischen 1725 und 1737 nach Plänen des Architekten Franz Maximilian Kaňka renovierte und in eine neuere Form umbaute, wurde die Kirche um 1750 wieder regelmäßig genutzt. Von 1924 bis 1935 wurde sie durch Kamil Hilbert restauriert.

## Architektur

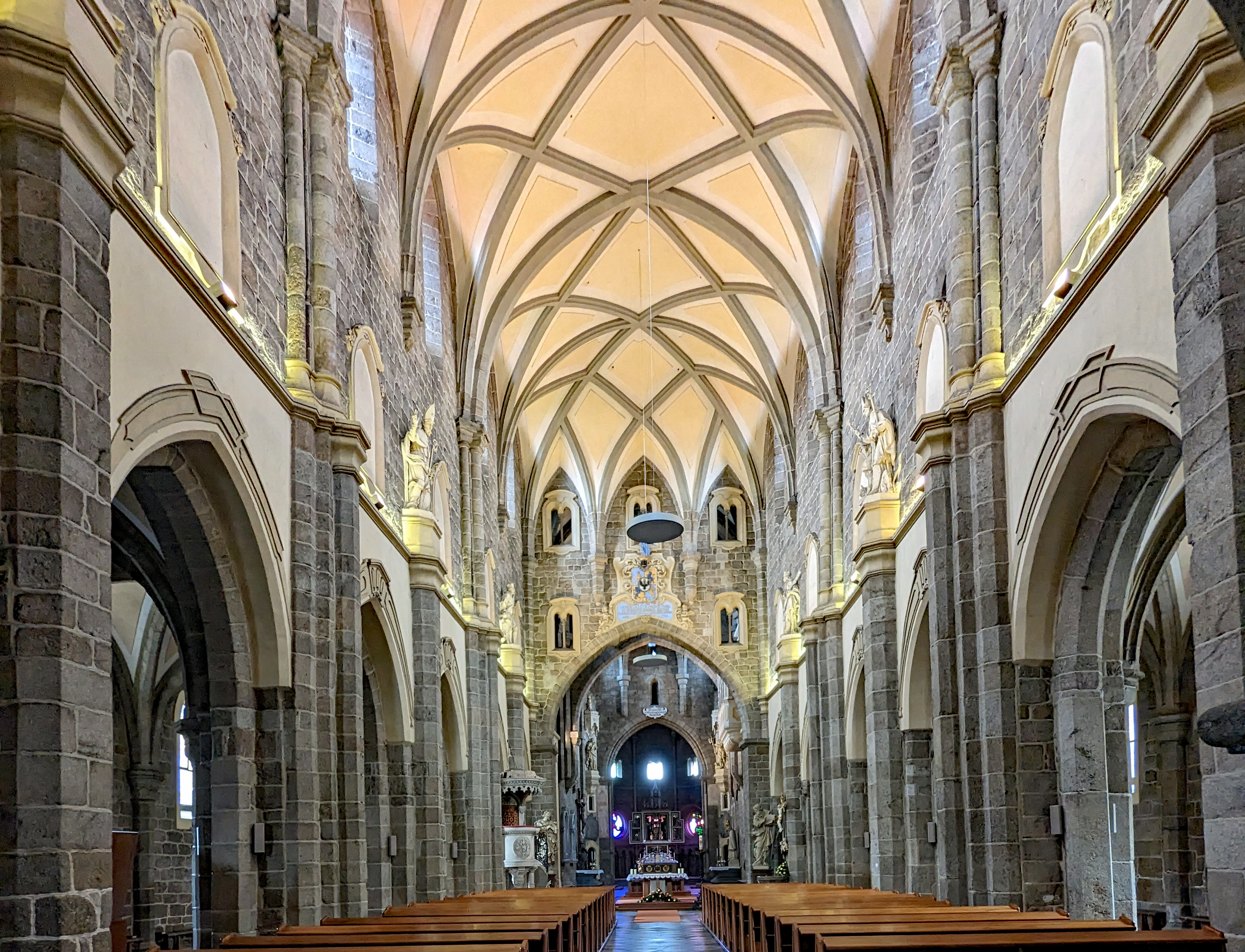
Blick ins Hauptschiff in Richtung Triumphbogen und Chor

### Innenraum
Die St.-Prokop-Basilika ist dreischiffig, wobei das Hauptschiff sechs Gewölbejoche aufweist, die beiden Seitenschiffe jeweils neun. Die Kirche misst insgesamt 65,7 m in der Länge und 20,2 m in der Breite. Das höhere Hauptschiff wird von beiden Seitenschiffen durch jeweils sechs Pfeiler abgetrennt, die abwechselnd stärker und schwächer sind und gebrochene Bögen bilden. Das Netzgewölbe des Hauptschiffs stammt aus der Barockzeit der Waldsteinschen Renovierung. Das ursprüngliche Gewölbe soll ein Kuppelgewölbe gewesen sein, vom gleichen achtteiligen Typ wie im Chor. Das ursprüngliche Gewölbe des Kirchenschiffs wurde wahrscheinlich bei den Kämpfen mit den Truppen des Matthias Corvinus im Jahr 1468 beschädigt. Es wurde 1679 abgetragen. Beim Wiederaufbau entschied sich Franz Maximilian Kaňka für ein achtteiliges Rippengewölbe mit Durchgängen. Die eckigen Halbsäulen sind an Pilasterpfeilern befestigt und mit Kapitellen bekrönt, welche barocke Statuen böhmischer Heiliger tragen. Sie besitzt zwei Vorhallen: die nördliche ist an der Außenseite der Kirche, die westliche ist in den Innenraum versetzt.

### Chor
Zwischen dem Hauptschiff und dem Chorraum befindet sich ein Triumphbogen. An dessen dem Hauptschiff zugewandten Ecken befinden sich Konsolsteine aus Sandstein, die mit Reliefs in Form von Kreuzblumen verziert sind. Diese gehörten wahrscheinlich zu einem früheren Lettner, der nicht erhalten ist. Die lateinische Inschrift unter einem großen Stifterwappen auf dem Triumphbogen lautet: „Zur Ehre Gottes und der Jungfrau Maria hat Johannes Joseph Graf von Wallenstein vom Heiligen Römischen Reich die Kirche aus ihren entweihten Ruinen wiederhergestellt“ ergänzt um die Jahreszahl 1730. Dies bezieht sich auf die Renovierung durch Franz Maximilian Kaňka. Der Chor besitzt zwei große quadratische Gewölbejoche. Diese sind achtteilige Rippengewölbe mit keilförmigem Profil.

### Apsis

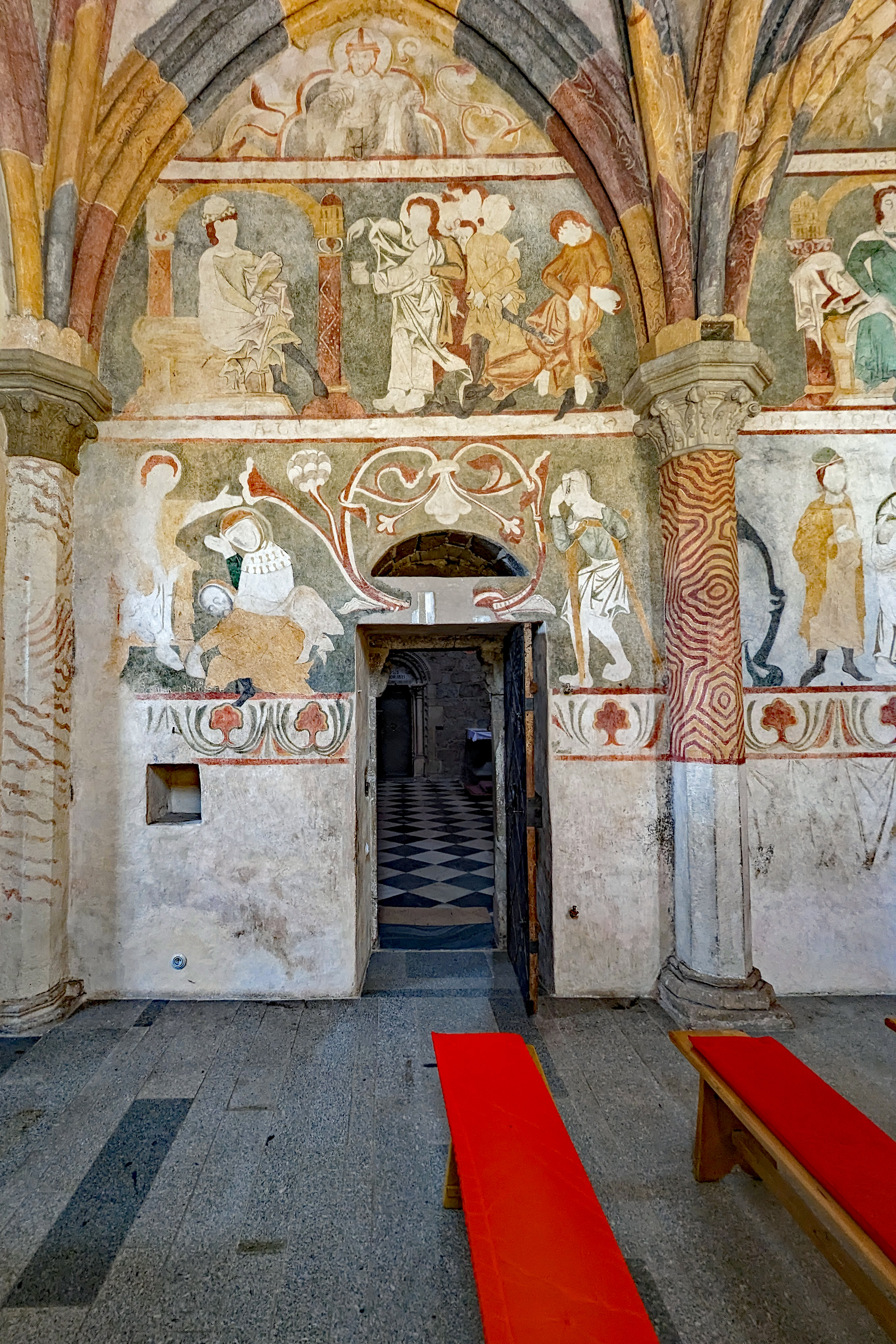
Gotische Fresken in der Abtskapelle (um 1260)

Daran schließt sich eine Apsis in Form von fünf Seiten eines Achtecks an, welche mit einem achtteiligen Rippengewölbe gedeckt ist. Um die Wände der Apsis zieht sich eine bemerkenswerte Arkade. Sie besteht aus dreiunddreißig Sandsteinsäulen, die Spitzbögen tragen. Angeblich sollen sie mit ihren Basen, die an umgedrehte Untertassen erinnern, und ihren verzierten Kapitellen, von denen jedes verschieden gestaltet ist, an die Zahl der Lebensjahre Jesu erinnern. Über der Etage der drei Rosettenfenster befindet sich ein Triforium, das die Apsis auf allen fünf Seiten umgibt und auch zum Chorraum hin umgibt. Es wird über eine Wendeltreppe erschlossen, deren Zugang aber seit langer Zeit vermauert ist. In der Apsis gibt es zwei kleine Portale: Das erste auf der linken Seite führt zur Abtskapelle (die Inschrift auf dem Tympanon gibt das Jahr des Errichtungsdatums der ursprünglichen Klosterkirche 1109 an), das zweite auf der rechten führt zur Südkapelle (die Inschrift auf diesem Tympanon verweist auf die Restaurierung der Apsis im Jahr 1871).

### Abtskapelle
Die beiden Seitenschiffe besaßen jeweils Abschlusskapellen, von denen nur die nördliche im ursprünglichen Zustand erhalten geblieben ist. Es handelt sich um die Abtskapelle, bestehend aus einem einzigen Raum mit Kreuzgewölbe und einer halbrunden Apsis mit Konche. Die Abtskapelle ist mit einem gotischen Freskenzyklus mit biblischen Motiven ausgemalt, der um 1260 datiert wird und 1999 aufwändig restauriert wurde. Es handelt sich um die zweitältesten Fresken in Mähren. Sie zeigen u. a. Szenen aus dem Leben des Evangelisten Johannes.

### Fenster
Durch die jeweils sechs Fenster strömt von jeder Seite Licht ins Hauptschiff. Die Apsis ist mit drei Rundfenstern geschmückt, das wertvollste davon ist die zentrale Rosette. Sie erinnert in ihrer Gestaltung (aber nicht in der Größe) an das Fenster der Kathedrale Notre-Dame de Reims. Alle diese Fenster waren bis 1871 zugemauert; gleichzeitig mit ihrer Freilegung erhielten die beiden Seitenfenster ein einfaches Klematis-Maßwerk.

### Krypta

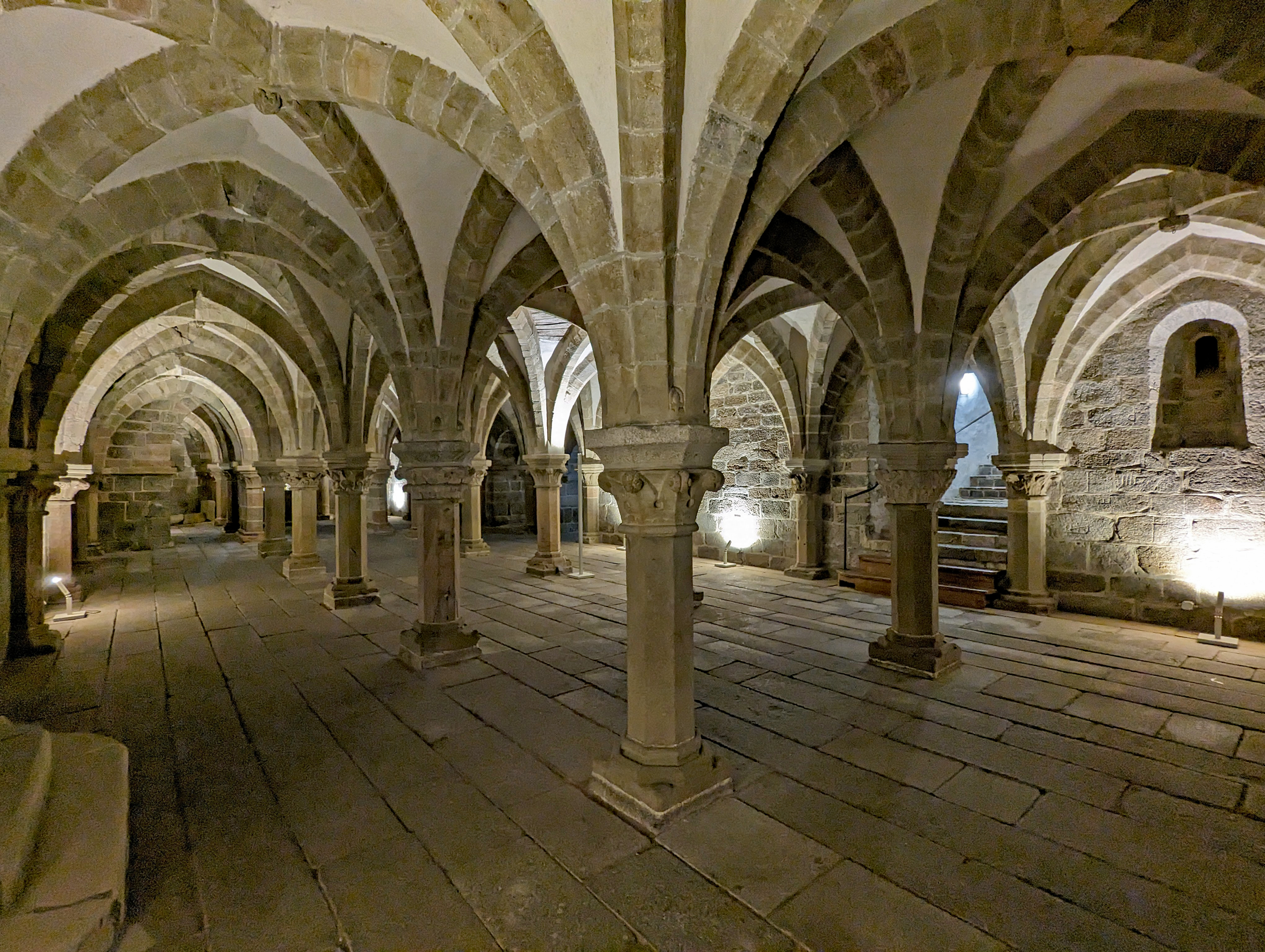
Romanische Krypta

Unter dem Chor befindet sich die romanische Krypta, die sich teilweise bis unter die Seitenschiffe erstreckt und mit einer polygonalen Apsis abschließt. Sie hat eine Fläche von 20 × 25 Metern und ist in regelmäßige quadratische Joche mit Kreuzgewölben mit keilförmigen Granitrippen und weit ausgreifenden Bögen aufgeteilt. Die 50 achteckigen Säulen der dreischiffigen Krypta werden von Kapitellen mit Blumenmotiven gekrönt. Einer der Bogenpfeiler wurde abgerissen, als auch die Krypta für weltliche Zwecke als Bierkeller genutzt wurde, und durch eine einfache zylindrische Säule ersetzt. Die Krypta diente als Begräbnisstätte für die Klosterstifter und später auch für die Mönche des Klosters. Die Decke besteht aus Holzbalken, die aus frühester Zeit stammen und speziell mit Kalkmilch imprägniert sind. Anhand von Steinmetzzeichen kann man erschließen, dass die Handwerker, die die Krypta erbauten, aus Frankreich kamen. Der Legende nach führt ein Gang aus der Krypta in das Viertel Sokolí von Třebíč.

### Nördliche Vorhalle

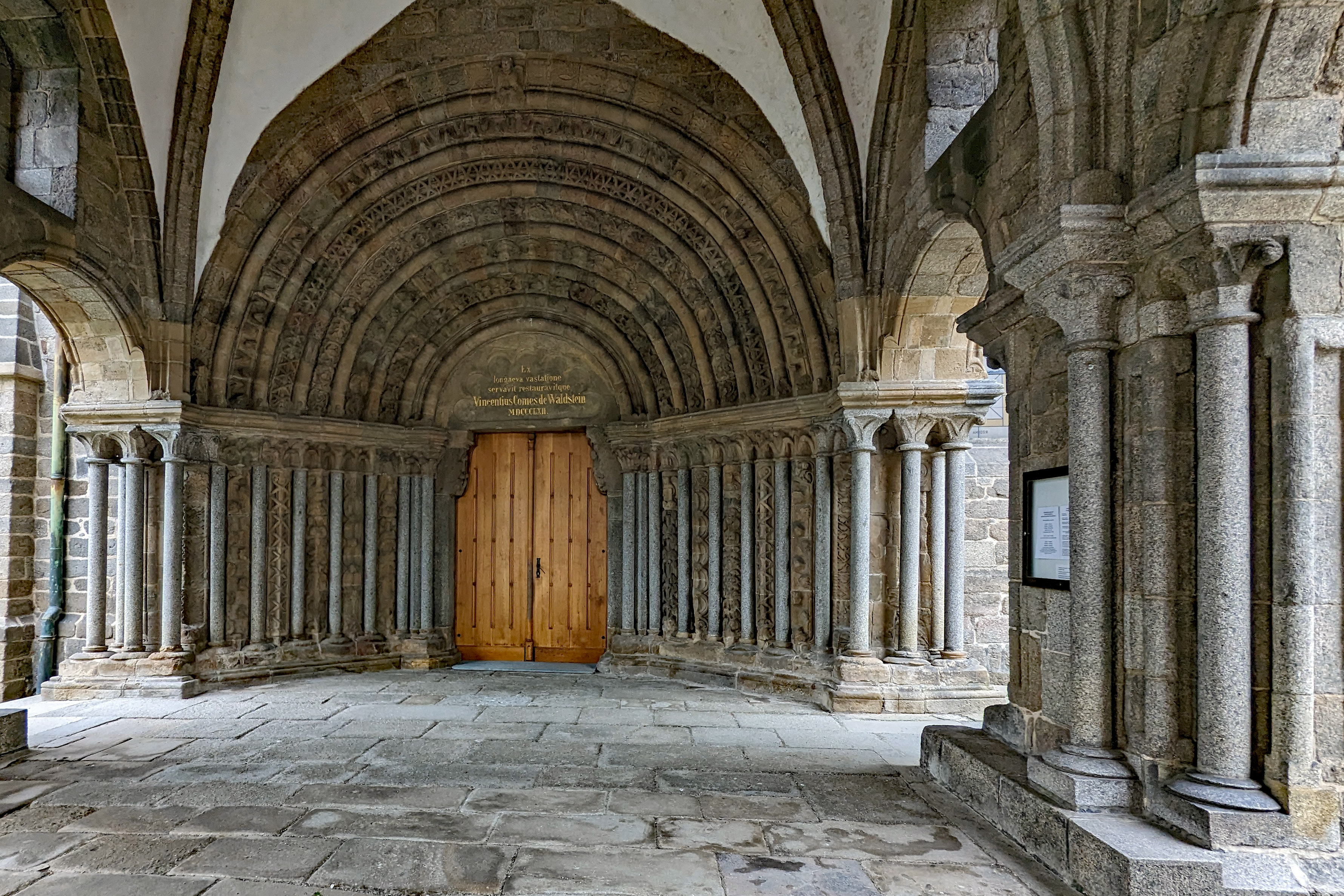
Kirchenportal der nördlichen Vorhalle

An der Nordseite der Basilika fällt diese rechteckige Vorhalle ins Auge. Sie ist mit einem siebenteiligen Rippengewölbe überwölbt, dessen Volumen von vier Eck- und drei Stützpfeilern jeweils in der Mitte der Seitenwände zwischen den Zugangsbögen getragen wird. Sie öffnet sich nach außen durch drei romanische Arkaden mit jeweils zwei Rundbögen, zwischen denen ein starker Stützpfeiler steht. Die Wand über den Arkaden ist von halbkreisförmigen Doppelfenstern mit einer Säule in der Mitte durchbrochen, die mit denen der Zwerggalerie der Apsis identisch sind. Die Innenseite dieser Vorhalle leitet zum Kircheneingang. Dieses Portal ist reich verziert: Sieben glatte Granitsäulen wechseln sich mit dreieckigen Prismen aus Sandstein ab, die mit floralen Ornamenten verziert sind. Vier davon zeigen an den Oberteilen die vier Evangelistensymbole. Die Säulen stehen auf Plattenbasen aus Sandstein und werden von Beerenkapitellen gekrönt. Der Blumen- und Figurenschmuck soll in abstrakter Form den Lobpreis des Schöpfers des biblischen Buches Daniel zum Ausdruck bringen. In den Laibungen sind beidseits die Figuren je eines Abtes zu sehen.
Während der weltlichen Nutzung des Klosterkomplex wurde die Vorhalle für Wohnzwecke umgebaut, zuletzt für die Unterbringung des Kaplans. Erst in der zweiten Hälfte des 19. Jahrhunderts wurde die Vorhalle ausgeräumt und das Portal restauriert, wovon noch heute die Inschrift in goldenen Lettern auf dem Tympanon über dem Eingang zeugt: Ex longaeva vastatione servavit restauravitque Vincentius Comes de Waldstein MDCCCLXII („Aus der lang anhaltenden Verwüstung hat sie gerettet und wiederhergestellt Vinzenz Graf von Waldstein 1862“).

### Außenansicht

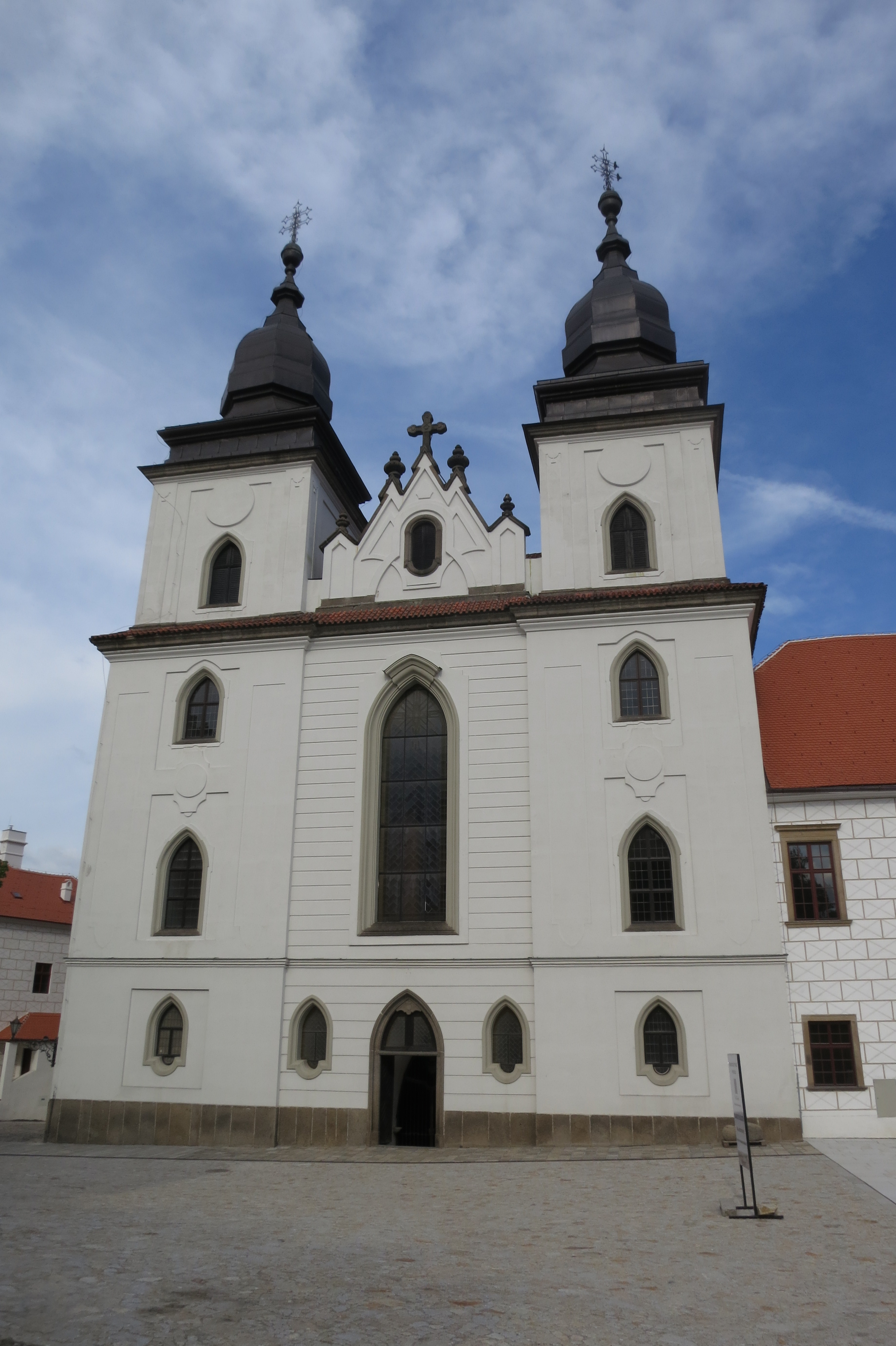
Westfassade der Basilika

Um das gesamte Kirchenschiff und den Chor herum zieht sich ein Gesims mit einem Bogenfries. Die Zwerggalerie der Apsis öffnet sich auf allen fünf Seiten immer mit fünf halbrunden Arkaden. Über ihr befindet sich eine weitere Wand mit kleineren Rundfenstern in achteckigen Fassungen. Die Westfassade, die sich heute im Barockstil zeigt, wurde bei der Belagerung des Klosters 1468 stark beschädigt. Wahrscheinlich handelte es sich ursprünglich um ein Westwerk, d. h. einen Verteidigungsbau mit quadratischen Seitentürmen. Die heutigen Türme nehmen teilweise die Fundamente der alten Türme auf.

## Ausstellungen
Im benachbarten Schloss befindet sich ein Museum mit einer Ausstellung mährischer Moldavite, Gesteine, Mineralien, Pfeifen und Weihnachtskrippen aus Třebíč.